# Paul Magnier
Paul Magnier   (Laredo, 14 d'abril de 2004) és un ciclista francès, professional des del 2023. Actualment corre a l'equip Soudal Quick-Step.
Nascut a Laredo, Texas, va viure als Estats Units fins als tres anys, quan va tornar a França. Combina el ciclisme en carretera amb el de muntanya, modalitat en la qual guanyà la medalla de bronze al Campionat del món de 2022. Com a ciclista en edat júnior, el 2022 va aconseguir nombrosos èxits, com una etapa del Tour del País de Vaud, dues etapes del Giro della Lunigiana i la quarta posició al campionat del món de carretera júnior.
El 2023 fitxà per l'equip continental britànic Trinity Racing. Aquell mateix fitxà com a ciclista en pràctiques pel Soudal Quick-Step i el novembre firmà per tres anys amb aquest mateix equip.ref>Christophe Gaudot. «Paul Magnier rejoint Julian Alaphilippe chez Soudal-Quick Step pour 2024», 24-11-2023..</ref> La primera victòria professional arribà en la primera cursa que disputà, la Trofeu Ses Salines-Felanitx

## Palmarès
- 2021
  - 1r a la Classic Jean-Patrick Dubuisson
- 2022
  - Vencedor d'una etapa al Tour del País de Vaud
  - Vencedor d'una etapa al Tour de Valromey
  - Vencedor de 2 etapes al Giro della Lunigiana
- 2024
  - 1r al Trofeu Ses Salines-Felanitx
  - Vencedor d'una etapa al Tour d'Oman
  - Vencedor de 3 etapes a la Volta a la Gran Bretanya
- 2025
  - Vencedor d'una etapa a l'Étoile de Bessèges
  - 1r a la Fletxa de Heist
  - 1r a la Dwars door het Hageland
  - 1r a l'Elfstedenronde
  - Vencedor d'una etapa a la Volta a Polònia

### Resultats al Giro d'Itàlia
- 2025. No surt a la 16a etapa